# Spilogona forticula
Spilogona forticula är en tvåvingeart som beskrevs av Huckett 1965. Spilogona forticula ingår i släktet Spilogona och familjen husflugor. Inga underarter finns listade i Catalogue of Life.